# Joanna de Chantal
Joanna Franciszka Fremyot de Chantal VSM, fr. Jeanne-Françoise Frémyot de Chantal (ur. 23 stycznia 1572 w Dijon, zm. 13 grudnia 1641 w Moulins) – francuska zakonnica, współzałożycielka zgromadzenia wizytek, tercjarka franciszkańska, starsza siostra arcybiskupa Bourges, Andrzeja Fremyota, święta Kościoła katolickiego, babka Marii de Rabutin-Chantal, baronowej de Sévigné, zwanej markizą de Sévigné.

## Życiorys
Joanna de Chantal urodziła się 23 stycznia 1572 r. w Dijon. Jej ojciec był prezydentem parlamentu Burgundii. Gdy miała dwa i pół roku, przy porodzie jej młodszego brata, Andrzeja, zmarła jej matka. Joanna wychowywała się pod okiem opiekunki. Otrzymała staranne wykształcenie właściwe dla jej pochodzenia.

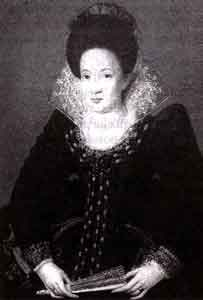

W wieku 20 lat, w roku 1592 poślubiła barona Krzysztofa de Rabutin Chantal, z którym miała sześcioro dzieci.
Gdy w 1601 r. jej mąż, baron de Chantal, zginął w wypadku podczas polowania, przeniosła się z dziećmi do swojego ojca, do Dijon, poświęciła wychowaniu dzieci i służbie bożej. Tam też w okresie Wielkiego Postu w 1604 roku spotkała św. Franciszka Salezego, który od razu stał się jej przewodnikiem duchowym. Za jego przykładem Joanna zmieniła swój dotychczasowy surowy styl życia i przyjęła model salezjański: naturalny, w dobroci i życzliwości, polegający na czynieniu wszystkiego dla Boga i pamiętaniu o jego stałej obecności. W wolnych chwilach zaczęła służyć chorym i ubogim. Trzy lata później Franciszek Salezy, przedstawił jej swój projekt założenia zgromadzenia, akcentujący umartwienie wewnętrzne.
W 1610 r. Joanna opuściła Dijon, udała się do Annecy, gdzie wspólnie ze św. Franciszkiem Salezym założyli pierwszy klasztor nowego zgromadzenia – Nawiedzenia Najświętszej Maryi Panny – sióstr wizytek.
Joanna od 1610 r. do swojej śmierci zdołała założyć 87 fundacji Nawiedzenia NMP.
Joanna de Chantal zmarła podczas podróży, w Moulins 13 grudnia 1641 roku.

## Kult
W 1751 roku, w bazylice św. Piotra papież Benedykt XIV dokonał uroczystej beatyfikacji Joanny de Chantal.
W 1767 roku Klemens XIII dokonał jej kanonizacji.
Patronat
Jest patronką sióstr wizytek.
Dzień obchodów
W kalendarzu liturgicznym jej wspomnienie przypada na dzień 12 sierpnia (w latach 1970-2001 wg kalendarza rzymskiego, 12 grudnia).
Relikwie
Jej serce zatrzymano w Moulins, natomiast ciało spoczęło obok relikwii św. Franciszka Salezego w kościele Wizytek w Annecy.